# گریگوریفکا (شهرستان آلشیفسکی، باشقیرستان)
گریگوریفکا (به لاتین: Grigoryevka) یک منطقهٔ مسکونی در روسیه است که در باشقیرستان واقع شده‌است.